# 늪

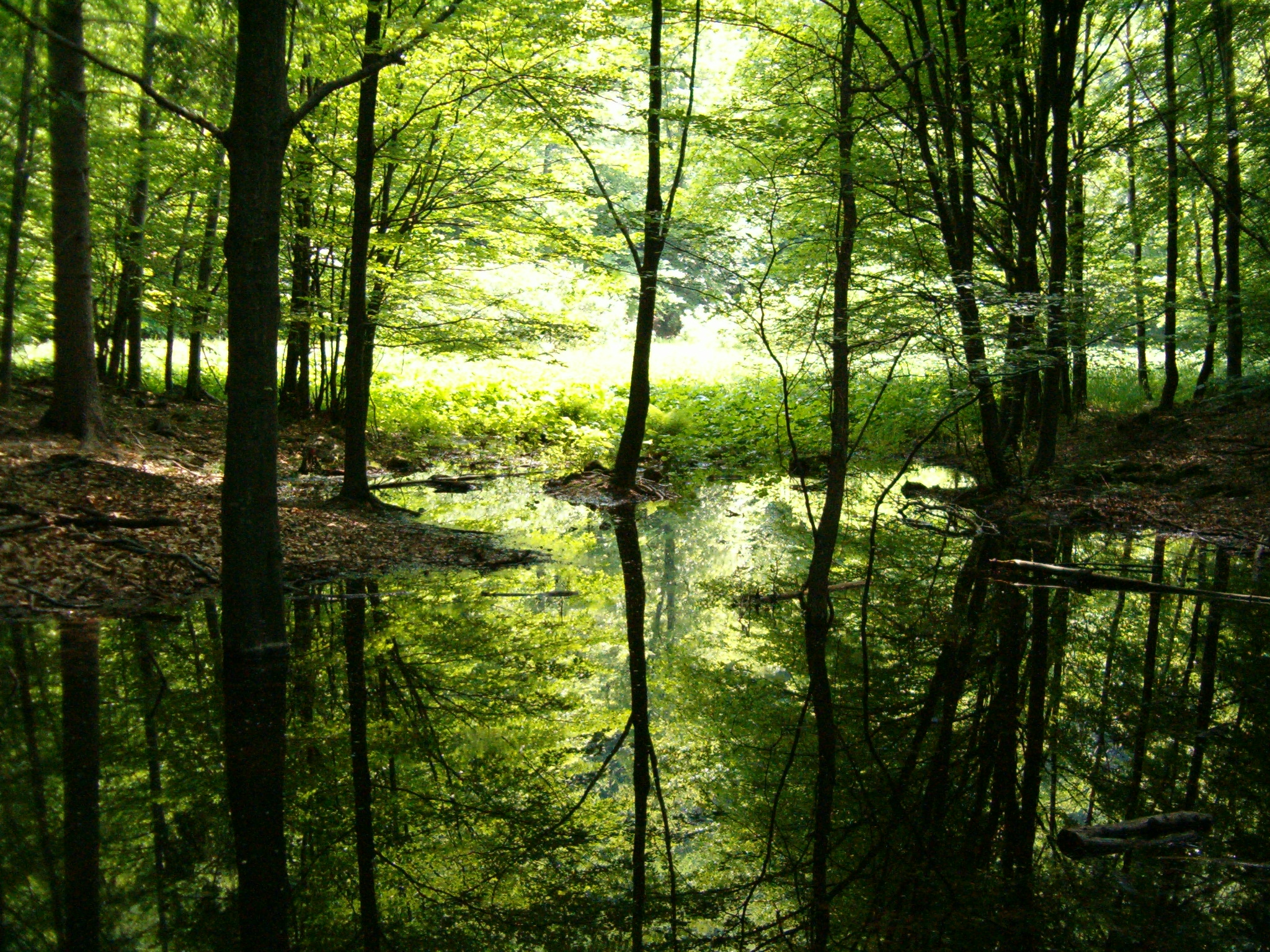
늪지대.

늪(영어: swamp)은 습지의 일종이다. 소(沼)라고도 한다. 연못이나 호수와의 구별은 명확하지 않지만 일반적으로 수심 5m 이내의 수역이고 벼과나 양치식물, 갈대, 부들, 사초 등의 풀이 차지하고 있어 투명도가 낮고 규모가 별로 크지 않은 것을 가리킨다. 호소학에서는 수심이 얕고 수저 중앙부에도 침수식물(수초)이 생육하는 수역이라고 정의된다.
축축한 진흙이 깊은 땅을 늪지대라고 부른다. 늪지대의 식물은 풀보다 오히려 나무가 많다.
늪에는 야생 생물이 생식해 자주 다양한 종류의 동물의 번식지가 된다.

## 같이 보기
- 연못
- 소택